# Orzysz (gmina)
Pour la ville, voir Orzysz.
Orzysz est une gmina mixte du powiat de Pisz, Varmie-Mazurie, dans le nord de la Pologne. Son siège est la ville d'Orzysz, qui se situe environ 24 km au nord-est de Pisz et 96 km à l'est de la capitale régionale Olsztyn.
La gmina couvre une superficie de 363,49 km2 pour une population de 9 567 habitants.

## Géographie
Outre la ville de Orzysz, la gmina inclut les villages d'Aleksandrowo, Chmielewo, Cierzpięty, Czarne, Dąbrówka, Drozdowo, Dziubiele, Dziubiele Małe, Gaudynki, Golec, Góra, Górki, Gorzekały, Grądy, Grądy Podmiejskie, Grzegorze, Kamieńskie, Kępa, Klusy, Leśniczówka Koźle, Matyszczyki, Mikosze, Mikosze-Osada, Nowa Wieś, Nowe Guty, Odoje, Ogródek, Okartowo, Okartowo-Przystanek, Okartowo-Tartak, Osiki, Pianki, Rostki Skomackie, Rzęśniki-Leśniczówka, Stefanowo, Strzelniki, Suchy Róg, Sumki, Szwejkówko, Tuchlin, Tuchlin-Gajówka, Ublik, Wężewo, Wierzbiny, Zastrużne et Zdęgówko.
La gmina borde les gminy de Biała Piska, Ełk, Mikołajki, Miłki, Pisz, Stare Juchy et Wydminy.